# Bucovăț, Dolj
Bucovăț là một xã thuộc hạt Dolj, România. Dân số thời điểm năm 2002 là 4224 người.